# Kim Hyon-gyong
Kim Hyon-gyong (17 de abril de 1995), es una luchadora norcoreana de lucha libre. Ganadora de una medalla de bronce en Campeonato Mundial de 2014. Conquistó un medalla de bronce en Campeonato Asiático de 2015. 